# نورا (گربه)
نورا گربه پیانونواز (متولد ۱۰ سپتامبر 2004) یک گربه خاکستری رنگی است که توسط پناهگاه حیوانات فورور فرندز از خیابان‌های کامدن، نیوجرسی نجات یافت. نورا پس از انتشار ویدئویی در یوتیوب از نواختن پیانو در سال ۲۰۰۷، شهرت بین‌المللی پیدا کرد. تایمز لندن، در نسخه آنلاین خود، موسیقی او را به عنوان «چیزی بین نیمه‌راه فیلیپ گلس و فری جاز» توصیف کرد.